# Maria Ondrej
Maria Ondrej, geborene Maria-Petra Sitte, später Maria-Petra Döring, (* 1965 in Leipzig) ist eine deutsche bildende Künstlerin.

## Werdegang
Maria Ondrej studierte 1991 bis 1996 an der Hochschule für Kunst und Design Burg Giebichenstein Halle (Saale) im Studiengang Plastik und schloss mit dem Diplom für Bildende Kunst ab. 1996 bis 1998 folgte ein Aufbaustudium bei Antje Scharfe, ebenfalls an der Hochschule für Kunst und Design Burg Giebichenstein. 
Seit 1996 ist Ondrej als freischaffende Künstlerin tätig. Im Jahr 2008 schuf sie das Atelier für Radierung Leipzig gemeinsam mit Vlado Ondrej in der Leipziger Baumwollspinnerei.
2010 erhielt Ondrej für das Fachgebiet Graphik einen Lehrauftrag an der Hochschule für Grafik und Buchkunst in Leipzig. 2013 war sie Initiatorin von "Cliché verre reloaded – Ein Angriff auf die Zeit", wo eine fast vergessene Kunsttechnik wiederentdeckt wurde. 2014 erhielt Maria Ondrej den Auftrag, die Glockenzier für zwei neu zu gießende Kirchenglocken der Gemeinden Tragnitz bei Leisnig und Altenbach zu entwerfen.
Seit Frühjahr 2022 ist Maria Ondrej als künstlerische Mitarbeiterin an der Hochschule für Bildende Künste Braunschweig tätig.

## Ausstellungen und Projekte

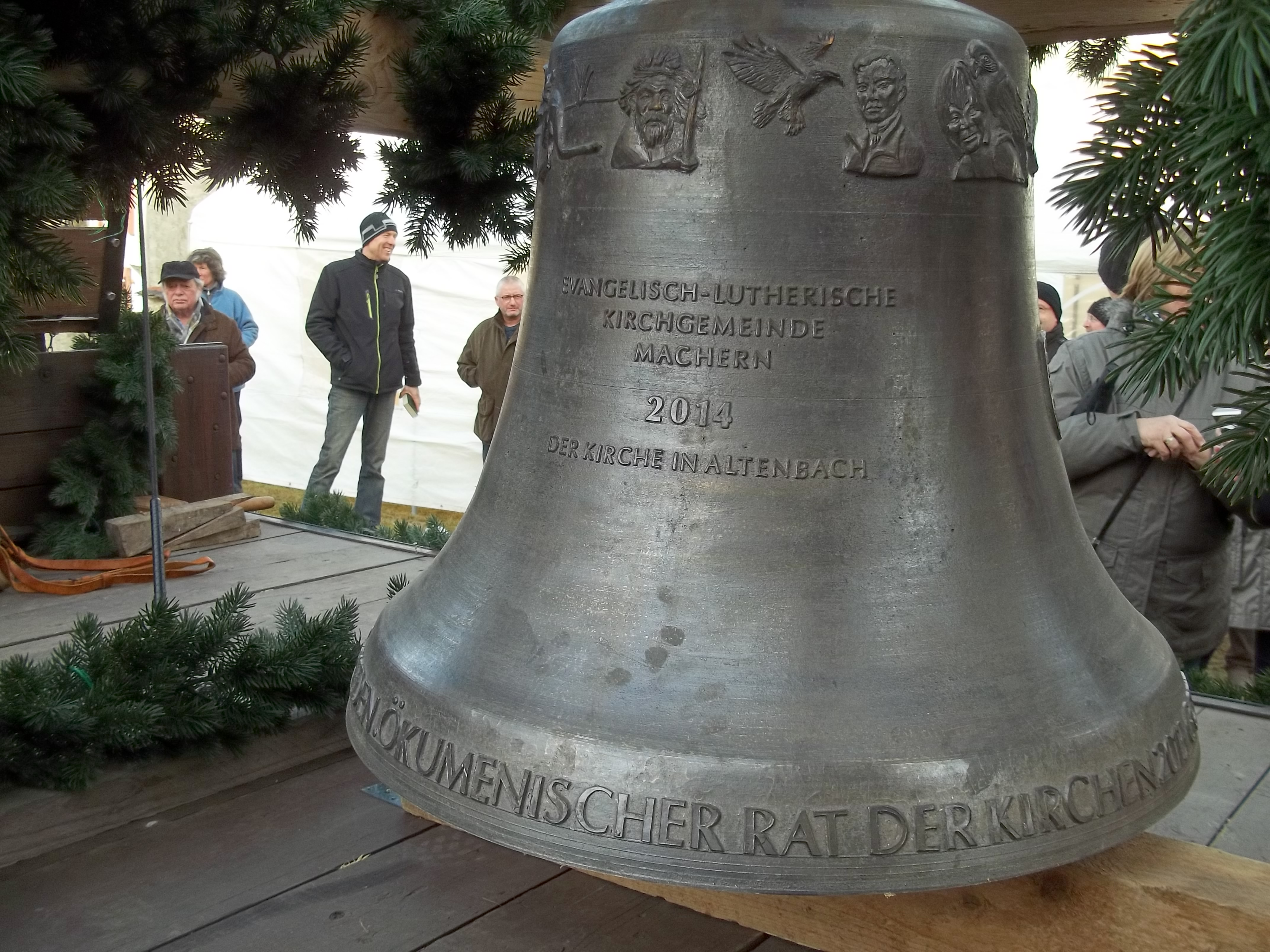
Glockenweihe am 1. März 2015: Die neue Glocke für die Kirche in Altenbach, gestaltet von Maria Ondrej

- 2016: Maria Ondrej & Vlado Ondrej – on. Farbradierungen, Ausstellung bei Thaler Originalgrafik Leipzig, 5. November – 19. November 2016[9]
- 2016: TRANSMISSION: New York ->-> Leipzig, internationales Kunstprojekt „Die Sprache Radierung - Radierung Zehn“ mit je sechs Künstlern aus Leipzig und New York vom 22. bis 30. Juli 2016 in Leipzig, Schirmherrschaft: Der US-Botschafter in Berlin, John B. Emerson. Realisation: Maria Ondrej und Vlado Ondrej, Atelier für Radierung. Eine Gruppenausstellung der LIA Leipzig International Art Programme.
- 2016: Internationales Kunstprojekt „Die Sprache Radierung“ mit je sechs Künstlern aus Leipzig und New York vom 9. bis 28. Februar 2016 in der New York Academy of Art. Schirmherrschaft: Der US-Botschafter in Berlin, John B. Emerson. Ideengeber und Kuratoren des künstlerischen Gemeinschaftsprojekts: Maria Ondrej und Vlado Ondrej, Atelier für Radierung, sowie Anna-Louise Rolland, LIA Leipzig International Arts Project.[10]
- 2015: Werkschau der Spinnerei, 1. Mai bis 30. Mai; Barcelona, Circulo del Arte, "Cliché verre reloaded – Ein Angriff auf die Zeit", 9. April bis 30. Mai
- 2014: Chemnitz, Neue Sächsische Galerie, "100 Sächsische Grafiken", Altenburg, Lindenau – Museum Altenburg, "Cliché verre reloaded – Ein Angriff auf die Zeit"
- 2013: Leipzig, Spinnerei-Archiv massiv; "Cliché verre reloaded – Ein Angriff auf die Zeit", Winterthur, Schweiz, Kunst im Bauhof; "Atelier für Radierung Leipzig mit der Meisterklasse Neo Rauch 2011"
- 2010: Leipzig, Atelier für Radierung, Spinnerei mit Julius Popp, Sandro Porcu, Stella Hamberg, Clemens Meyer, Paule Hammer, Sebastian Gögel und Joachim Blank Leipzig, Hochschule für Grafik und Buchkunst, Bildermuseum, Schnittstelle Druck
- 2007: Mitinitiatorin des Forums für zeitgenössische Keramik, Halle/Saale
- 2006: Künstlerische Leitung des Lehmbauprojekt "Murmelbahnkrake" mit Studenten der kunstpädagogischen Fakultät in Leipzig für eine Kindertagesstätte; Kunstprojekt "Interzone" in Zusammenarbeit mit KulturFabrik Löseke e. V. (Hildesheim), Knotenpunkt e. V. / Künstlerhaus 188 (Halle/Saale)
- 2005: Künstlerische Leitung des internationalen Keramiksymposiums in Halle, Künstlerhaus 188
- 2004: Halle, Künstlerhaus 188: „Sequenzen“ mit Vlado Ondrej
- 2003: Kerameikon Varazdin Kroatien

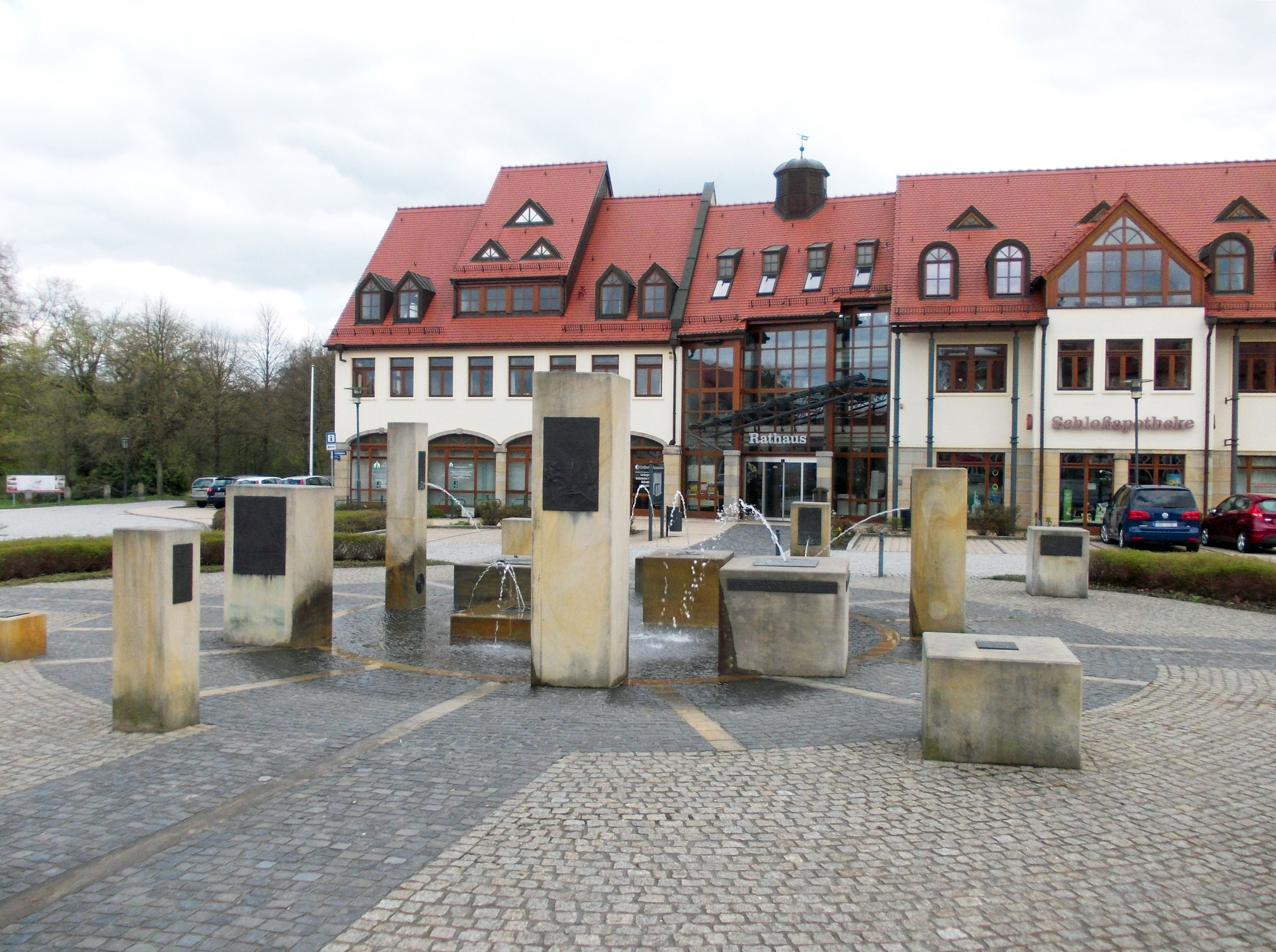
Der Marktplatz in Machern mit dem von Maria Ondrej gestalteten Wasserspiel

- 2002: Künstlerischer Entwurf und Umsetzung des Macherner Marktbrunnens; Hetjens-Museum, Düsseldorf „Haarrisse“ vertreten mit der Arbeit "Anfang"; Künstlerische Leitung 1. Keramik-Biennale Halle "Im Quadrat" Ausstellung im Künstlerhaus 188
- 2000: Kaditzsch / Höfgen, Internationales Musikfestival "Höhrtron"
- 1999: Halle, Galerie Kunst im Keller; Macheren, Frankreich, Rathaus, Kontraste
- 1998: Madrid, Universidad Complutense, "Kunst als Reisegepäck"; Salamanca, Casa de las Concas, "Kunst als Reisegepäck"; Radolfzell, Villa Bosch, "Blau"
- 1997: Halle, Zwischenzeitprojekt, "Gesichter" mit Thomas Rug, Christoph Meißner, Edgar Knobloch, Lars Petersohn,  Christiane Junker, Vlado Ondrej, Bruno Raetsch, Christian Weihrauch; Bitterfeld, Galerie am Ratswall, "1. Bitterfelder Keramikpreis"; Halle, Kaufhaus am Markt, "Haarrisse"; Kaditzsch / Höfgen, Internationales Festival "Was hören wir" Arbeit "zerbrechliche Reise der Klänge"; Berlin, Galerie Pankow, "Kunst als Reisegepäck"; Halle, Burg Galerie, "Kunst als Reisegepäck"
- 1996: Künstlerischer Entwurf und Umsetzung des Brunnens Wasserkaskade auf Eutritzschs Marktplatz in Leipzig; Personalausstellung Kobe, Japan, B-Place Gallery, Personalausstellung KANNenOBJEKT
- 1995: Halle, Galerie Talstraße, "Kannen und Kannenobjekte"; Prettin, Schloß Lichtenburg, "Zwei Schmetterlinge in der Luft"; Bitterfeld, Galerie am Ratswall, "Figur"; Höhr-Grenzhausen
- 1993: Halle, Galerie Moritzburg

## Auszeichnungen und Studienaufenthalte
- 2006: Einheitspreis – Bürgerpreis zur Deutschen Einheit 2006 der Bundeszentrale für politische Bildung für das Kunstprojekt "Interzone" (in Zusammenarbeit mit KulturFabrik Löseke e. V. (Hildesheim), Knotenpunkt e. V. / Künstlerhaus 188 (Halle/Saale))
- 2001: Stipendium des Stiftung Kulturfonds Berlin
- 1997: Studienaufenthalt in England, Rochester
- 1996: Preisträgerin der Landesgartenschau in Lichtenstein mit dem Entwurf eines Solarbrunnens; Studienaufenthalt in Japan
- 1995: Westerwaldpreis, Keramikmuseum Westerwald[11]

## Publikationen
- Cliché verre. Katalog zur Ausstellung Cliché Verre Reloaded – ein Angriff auf die Zeit. Spinnerei-Archiv Massiv, Leipzig (21.9. – 16.11.2013); Lindenau-Museum Altenburg (18.1. – 16.3.2014); Kulturverein Winterstein, Nürnberg (Sommer 2014). Vlado & Maria Ondrej – Atelier für Radierung Leipzig. Texte: Susanne Altmann u. a., Übers.: David Burnett u. a. (Texte in Deutsch, Englisch und Spanisch), Berlin/Leipzig 2014, ISBN 978-3-944903-01-9[12][13][14]

## Familie
Maria Ondrej ist verheiratet mit Vlado Ondrej. Das Ehepaar hat zwei Söhne; die Familie lebt in Machern in der Nähe von Leipzig.